# Książę Buccleuch

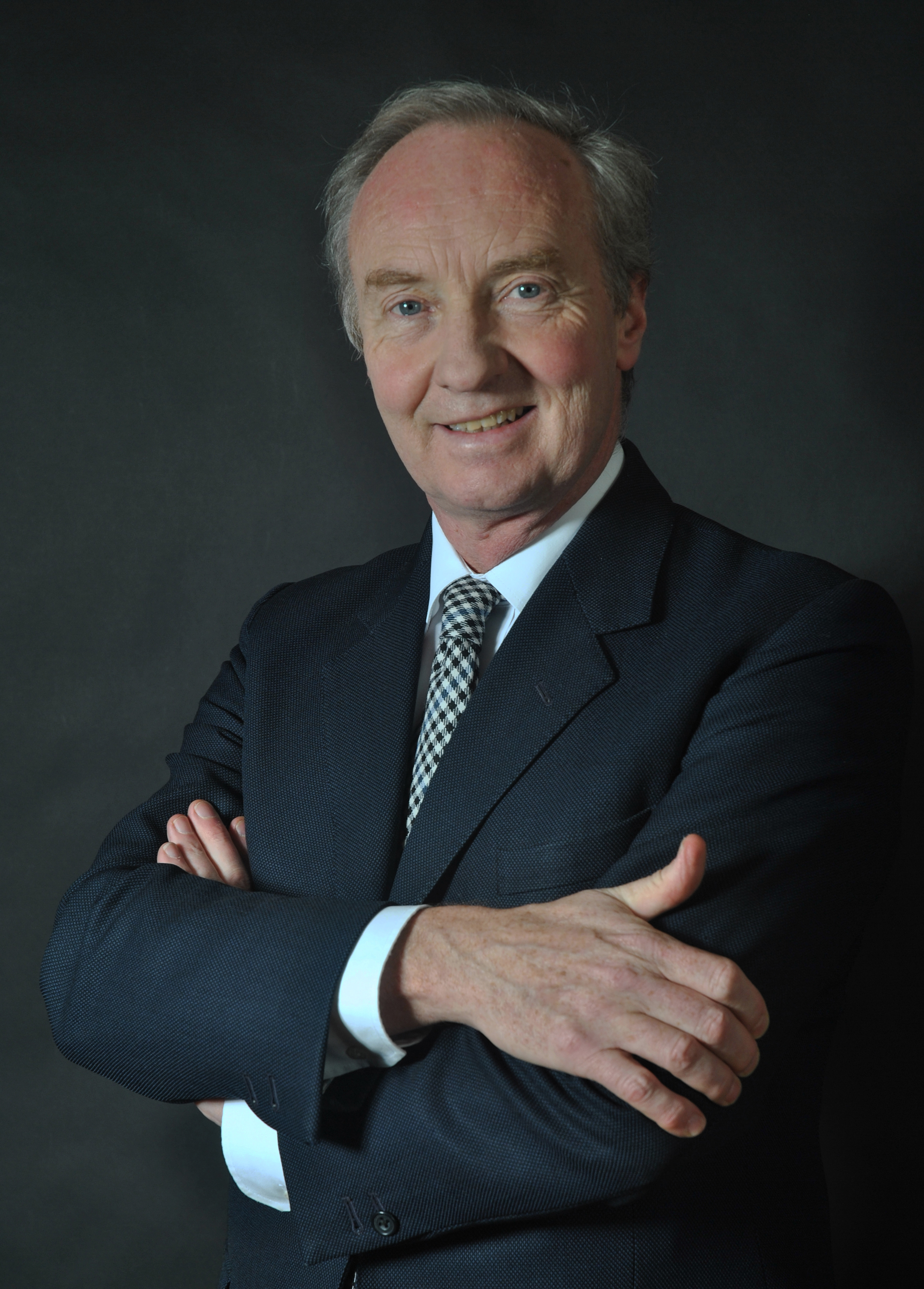
Richard Walter John Montagu-Douglas-Scott, 10. książę Buccleuch i 12. książę Queensberry (2013 r.)

## Informacje ogólne
- Dodatkowymi tytułami księcia Buccleuch są:
  - książę Oueensberry (od 1810 r.)
  - markiz Dumfriesshire (od 1810 r.)
  - hrabia Buccleuch (od 1619 r.)
  - hrabia Dalkeith (od 1663 r.)
  - hrabia Doncaster (1664–1685, od 1742 r.)
  - hrabia Drumlanrig and Sanquhar (od 1810 r.)
  - wicehrabia Nith, Tortholwald and Ross (od 1810 r.)
  - baron Scott of Tindale (1664–1685, od 1742 r.)
  - lord Scott of Buccleuch (od 1606 r.)
  - lord Scott of Witchester and Eskdaill (od 1619 r.)
  - lord Douglas of Kilmount, Middlebie and Dornock (od 1810 r.)
- Najstarszy syn księcia Buccleuch nosi tytuł hrabiego Dalkeith
- Najstarszy syn hrabiego Dalkeith nosi tytuł lorda Eskdaill
- Rodowymi siedzibami książąt Buccleuch są: Bowhill niedaleko Selkirk (jako potomków rodziny Scottów), Drumlanrig Castle w Dumfries and Galloway (jako potomków rodziny Douglasów), Boughton House w Northamptonshire (jako potomków rodziny Montagu) oraz Dalkeith Palace w Midlothian
- w XVIII w. w wyniku nieporozumienia król Jerzy I rozdzielił tytuł na dwie osoby[potrzebny przypis].

## Lista lordów, hrabiów i książąt Buccleuch
Lordowie Scott of Buccleuch 1. kreacji (parostwo Szkocji)
- 1606–1611: Walter Scott, 1. lord Scott of Buccleuch
- 1611–1619: Walter Scott, 2 lord Scott of Buccleuch

Hrabiowie Buccleuch 1. kreacji (parostwo Szkocji)
- 1619–1633: Walter Scott, 1. hrabia Buccleuch
- 1633–1651: Francis Scott, 2. hrabia Buccleuch
- 1651–1661: Mary Scott, 3. hrabina Buccleuch
- 1661–1663: Anne Scott, 4. hrabina Buccleuch

Książęta Buccleuch 1. kreacji (parostwo Szkocji)
- 1663–1685: James Scott, 1. książę Monmouth i Buccleuch

Książęta Buccleuch 2. kreacji (parostwo Szkocji)
- 1663–1732: Anne Scott, 1. księżna Buccleuch
- 1732–1751: Francis Scott, 2. książę Buccleuch
- 1751–1812: Henry Scott 3. książę Buccleuch i 5. książę Queensberry
- 1812–1819: Charles William Henry Montagu-Scott, 4. książę Buccleuch i 6. książę Queensberry
- 1819–1884: Walter Francis Montagu-Douglas Scott, 5. książę Buccleuch i 7. książę Queensberry
- 1884–1914: William Henry Walter Montagu-Douglas-Scott, 6. książę Buccleuch i 8. książę Queensberry
- 1914–1935: John Charles Montagu-Douglas-Scott, 7. książę Buccleuch i 9. książę Queensberry
- 1935–1973: Walter John Montagu-Douglas-Scott, 8. książę Buccleuch i 10. książę Queensberry
- 1973–2007: Walter Francis John Montagu-Douglas-Scott, 9. książę Buccleuch i 11. książę Queensberry
- 2007 -: Richard Walter John Montagu-Douglas-Scott, 10. książę Buccleuch i 12. książę Queensberry

Następca 10 księcia Buccleuch: Walter John Francis Montagu-Douglas-Scott, hrabia Dalkeith